# Међуопштинске омладинске спортске игре
Међуопштинске омладинске спортске игре скраћено МОСИ је спортско такмичење за младе спортисте из 3 земље, то јест из општина са тромеђе Босне и Херцеговине, Црне Горе и Србије које се одржава сваке године. Прве МОСИ су одигране 1954. године.

## Историја
На Скупштини удружења Савеза студената Југославије 1954. године усвојена је иницијатива пријепољских студената да се у оквиру "Студентске недјеље" организује "фискултурни тромеч" омладине Пријепоља, Прибоја, Нове Вароши. Спортисти три сусједна града у Пријепољу су се надметали у атлетици, фудбалу, одбојци, стоном тенису и шаху. "Фискултурни тромеч" касније је прерастао у Санџачке а потом  и у данашњи вид такмичења Међуопштинске омладинске спортске игре  које окупљају спортску омладину из општина три републике бивше Југославије – Босне и Херцеговине, Црне Горе и Србије.
На играма учествује и преко 3.000 спортиста из тридесетак градова, највише 33, са тромеђе некадашњих југословенских република. Такмичења се одвијају у скоро свим олимпијским дисциплинама. МОСИ су, заправо, и постале олимпијада аматерског спорта, највећа манифестација спорта и младости на простору бивше СФРЈ. Ратни вихор на нашем простору зауставио је и игре спортске младости. Нит је прекинута 1991. године, после 37. МОСИ у Фочи. МОСИ су, међутим, прве показале да је ово "тромеђа без међа", бар кад је аматерски спорт у питању. Игре су обновљене 2001. Поново је иницијатива кренула из Пријепоља и поново је град на обалама Лима и Милешевке био домаћин спортистима из сада три самосталне државе. Остао је дух заједништва и привржености овој манифестацији.

## Домаћини
У табели су приказани домаћини МОСИ у периоду од 2001. године, када је такмичење обновљено. Године 2020. и 2021. такмичење није одржано усљед Корона вируса.
| Година | Мјесто          | Држава           |
| ------ | --------------- | ---------------- |
| 2001.  | Пријепоље       | Србија           |
| 2002.  | Бајина Башта    | Србија           |
| 2003.  | Вишеград и Рудо | Република Српска |
| 2004.  | Прибој          | Србија           |
| 2005.  | Пожега          | Србија           |
| 2006.  | Пљевља          | Црна Гора        |
| 2007.  | Рогатица        | Република Српска |
| 2008.  | Нова Варош      | Србија           |
| 2009.  | Мојковац        | Црна Гора        |
| 2010.  | Чајетина        | Србија           |
| 2011.  | Соколац         | Република Српска |
| 2012.  | Беране          | Црна Гора        |
| 2013.  | Пријепоље       | Србија           |
| 2014.  | Нови Пазар      | Србија           |
| 2015.  | Пожега          | Србија           |
| 2016.  | Рогатица        | Република Српска |
| 2017.  | Пљевља          | Црна Гора        |
| 2018.  | Прибој          | Србија           |
| 2019.  | Соколац         | Република Српска |
| 2022.  | Нова Варош      | Србија           |
| 2023.  | Колашин         | Црна Гора        |
| 2024.  | Ужице           | Србија           |

## Општине учеснице
- Босна и Херцеговина
  -  Република Српска
    - Вишеград
    - Рогатица
    - Рудо
    - Ново Горажде
    - Фоча
    - Соколац
    - Чајниче
    - Калиновик

  -  Федерација Босне и Херцеговине
    - Горажде
    - Устиколина
    - Прача
- Црна Гора
  - Бијело Поље
  - Мојковац
  - Пљевља
  - Гусиње
  - Колашин
  - Беране
  - Андријевица
  - Жабљак
  - Плужине
  - Плав
- Србија
  - Ариље
  - Бајина Башта
  - Ивањица
  - Нова Варош
  - Нови Пазар
  - Пожега
  - Прибој
  - Пријепоље
  - Сјеница
  - Тутин
  - Ужице
  - Чајетина
  - Зубин Поток
  - Косјерић